# Holy Cross Wilderness
La Holy Cross Wilderness (en español: **Área silvestre de la Santa Cruz**) es un área natural protegida ubicada en las Montañas Rocosas del estado de Colorado, Estados Unidos. Fue designada como **área silvestre federal** (wilderness area) en 1980, bajo la Ley de Áreas Silvestres de 1964. 
Está administrada por el Servicio Forestal de los Estados Unidos y se extiende por los condados de Eagle y Lake, dentro de los bosques nacionales de White River National Forest y San Isabel National Forest.

## Características
Cubre un área de más de 122,000 acres (casi 500 km²) de paisajes montañosos, lagos alpinos, bosques subalpinos y valles glaciares. El punto más alto del área es el Mount of the Holy Cross, una montaña emblemática de Colorado que alcanza los **4,270 m** (14,005 pies) de altitud y es uno de los famosos fourteeners del estado.

## Ecología
El área alberga hábitats diversos, incluyendo:
- Bosques de pícea, abeto, pino ponderosa y álamo temblón
- Fauna como alce, oso negro, puma, venado bura, águila real y varias especies de aves alpinas.

## Actividades permitidas
Como área silvestre federal (wilderness), Holy Cross está protegida de la construcción, minería o vehículos motorizados. Se permite:
- Senderismo
- Acampada de bajo impacto
- Pesca
- Escalada
- Observación de vida silvestre

Existen más de 150 km de senderos dentro del área, incluyendo rutas como:
- Fancy Pass Trail
- Missouri Lakes Trail
- Mount of the Holy Cross Trail
- Martin Creek Trail

## Accesos
Los accesos principales están cerca de las localidades de Minturn, Red Cliff y Leadville, en Colorado. Las carreteras US-24 y CO-24 dan acceso a varios puntos de entrada. Hay zonas de estacionamiento habilitadas por el Servicio Forestal.